# Стюарт, Мэтью, 4-й граф Леннокс
Мэтью Стюарт (англ. Matthew Stewart; 21 сентября 1516, Дамбартон, Данбартоншир — 4 сентября 1571, Стерлинг), 4-й граф Леннокс (с 1526 года) — шотландский барон, глава проанглийской партии в период правления королевы Марии Стюарт, регент Шотландии в 1570—1571 годах при своём внуке Якове VI Стюарте.

## Биография
Мэтью Стюарт был старшим сыном Джона, 3-го графа Леннокса, погибшего в 1526 году при попытке освобождения короля Якова V, удерживаемого в заточении графом Ангусом.
Юный Мэтью воспитывался во Франции и вернулся в Шотландию только после смерти короля Якова V в 1543 году. Французский королевский двор планировал использовать Леннокса для усиления профранцузской партии в Шотландии, которую в то время возглавляли вдовствующая королева Мария де Гиз и кардинал Битон. Однако будучи вторым в списке наследников малолетней королевы Марии Стюарт после регента страны Джеймса Гамильтона, графа Аррана (Леннокс приходился правнуком принцессе Марии, дочери короля Якова II), Леннокс имел собственные планы. После перехода регента на сторону Франции в конце 1543 года Мэтью Стюарт присоединился к проанглийской партии графа Ангуса и поднял восстание в западных регионах страны. Используя оружие и денежные средства, присланные ему королём Франции, который не знал о перемене в позициях Леннокса, он захватил Глазго, но вскоре был вынужден капитулировать, осаждённый правительственными войсками, и бежал в Англию.
В Англии Леннокс заключил в 1544 году договор с королём Генрихом VIII, в соответствии с которым обязался завоевать западную Шотландию и передать Марию Стюарт английскому королю. За это Леннокс при поддержке англичан должен был получить пост регента Шотландии. Кроме того, Генрих VIII организовал брак Мэтью Стюарта с Маргаритой Дуглас, дочерью своей сестры Маргариты Тюдор, что в будущем дало возможность потомкам Леннокса претендовать на престол Англии. Возглавив английскую армию, Мэтью вторгся в Шотландию в середине 1544 года, но потерпел поражение и отступил. В следующем году Леннокс поднял мятеж горных кланов Западной Шотландии, что, однако, не привело к падению профранцузского правительства. Убийство кардинала Битона в 1546 году позволило Ленноксу захватить замок Дамбартон, важнейшую крепость западной части страны, но войска Аррана вскоре вновь её отбили. В 1548 году новое вторжение Леннокса захлебнулось под Дамфрисом. В результате полного краха своих военных начинаний Мэтью Стюарт был вынужден вернуться в Англию, где и провёл почти 20 лет. Тем временем владения Ленноксов в Шотландии были конфискованы за измену.
Новые возможности открылись перед графом после начала в 1561 году самостоятельного правления Марии Стюарт в Шотландии. Королева, овдовевшая после смерти своего первого мужа, короля Франции Франциска II, искала новые варианты брака, чем и решил воспользоваться Леннокс. Его старший сын от брака с Маргаритой Дуглас — Генрих, лорд Дарнли — являлся потомком как королей Шотландии, так и королей Англии. В 1564 году Леннокс возвратился в Шотландию и был восстановлен в правах и титулах. Вскоре за ним последовал и его сын Генрих. Мария Стюарт с первых дней знакомства увлеклась молодым Генрихом и, неожиданно для всех, 29 июля 1565 года вышла за него замуж. Брак вызвал недовольство значительной части шотландских баронов, однако их выступления против королевы были решительно подавлены. Но этот брачный союз оказался несчастливым: Мария Стюарт быстро разочаровалась в своём посредственном супруге и вскоре влюбилась в яркого графа Ботвелла. Против лорда Дарнли сложился заговор, и 9 февраля 1567 года он был убит.
Убийство сына, ответственность за которое народная молва возложила на королеву, вызвало переход Леннокса в оппозицию. Вместе с графом Мореем он возглавил движение шотландских баронов, направленное на свержение королевы Марии. 24 июля 1567 года королева была низложена, а королём объявлен её малолетний сын Яков VI. Регентом Шотландии стал граф Морейский. Однако сторонники королевы во главе с графом Арраном и графом Хантли подняли восстание, в стране началась гражданская война. В начале 1570 года Морей был убит приверженцем свергнутой Марии. Новым регентом Шотландии при поддержке английской королевы Елизаветы I стал граф Леннокс.
Назначение Леннокса регентом только усугубило противоречия внутри шотландской знати. Усилившаяся «партия королевы» захватила Эдинбург и изгнала сторонников регента из северо-восточной и западной Шотландии. В ответ Леннокс сумел захватить Дамбартон и примириться с Аргайлом и рядом других мятежников, что позволило переломить ход гражданской войны. Но граф Леннокс не дожил до её окончания: 3 сентября 1571 года в резиденцию регента в Стерлинге ворвались сторонники Марии и убили его.

## Семья и дети
В 1544 году женился на леди Маргарет Дуглас (1515—1578), дочери Арчибальда Дугласа, 6-го графа Ангуса и Маргариты Тюдор, вдовы короля Шотландии Якова IV Стюарта. Дети:
- Генри Стюарт (1545—1567), лорд Дарнли, герцог Олбани и Росс (1565—1567), король-консорт королевы Шотландии Марии Стюарт
- Чарльз Стюарт (1555—1576), 5-й граф Леннокс (1571—1576)